# كاساي (هيوغو)
مدينة كاساي (بالإنجليزية: Kasai)‏ هي أحد المدن التابعة لمحافظة هيوغو. تأسست رسميًا في 01/04/1967. ويقدر عدد سكانها بـ 48435 نسمة حسب تقدير مكتب الإحصاء الياباني لعام 2012. تبلغ مساحة كاساي 150.95 كم2. بكثافة سكانية تبلغ 321 نسمة/كم2.

## توأمة
لكاساي (هيوغو) اتفاقيات توأمة مع:
- بولمان